# (5591) Koyo
(5591) Koyo est un astéroïde de la ceinture principale.

## Description
(5591) Koyo est un astéroïde de la ceinture principale. Il fut découvert le 10 novembre 1990 à Oohira par Takeshi Urata. Il présente une orbite caractérisée par un demi-grand axe de 2,78 UA, une excentricité de 0,08 et une inclinaison de 4,2° par rapport à l'écliptique.

## Compléments